# Trianosperma
Trianosperma là một chi thực vật có hoa trong họ Cucurbitaceae.

## Loài
Chi Trianosperma gồm các loài: